# オットカール3世 (シュタイアーマルク辺境伯)

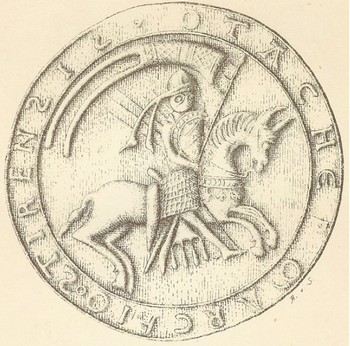
オットカール3世のシール

オットカール3世（ドイツ語：Ottokar III., 1125年ごろ - 1164年12月31日）またはオタカール3世（Otakar III.）は、シュタイアーマルク辺境伯（在位：1129年 - 1164年）。

## 生涯
オットカール3世はシュタイアーマルク辺境伯レオポルトとゾフィー・フォン・バイエルンの息子である。母ゾフィーはバイエルン公ハインリヒ9世の娘で神聖ローマ皇帝フリードリヒ1世の叔母であった。
父レオポルトが死去した時、オットカール3世はわずか4歳であったため、後見人のもと母ゾフィーがシュタイアーマルクを支配した。
オットカール3世は相続により多くの領地を手に入れた。親族のオットー・フォン・コルデノンスの死去（1129年から1138年までの間）によりフリウーリの領地を、1147年の義理の叔父でかつての後見人でもあったトリクセン伯ベルンハルト・フォン・シュポンハイムの死去によりトリクセンの領地を、および1158年の従兄弟フォルムバッハ伯エクベルト3世の死去によりピッテン伯領を、それぞれ相続した。これらの相続によりオットカール3世の領地はドナウ川からサヴァ川まで、そしてクラインに至った。
オットカール3世の支配の間に、グラーツはシュタイアーマルクにおいてより政治の中心となっていった。グラーツ領主であった、アリボ家のバイエルン宮中伯アリボ2世の孫ベルンハルト・フォン・シュテュービンクの死後、その息子コンラートとアダルラムが1151年に処刑されたといわれている。ベルンハルトの三男ウダルリヒは1156年以前にゼッカウ修道院に入り、ベルンハルトの領地はオタカール家のものとなった。アリボ家の家臣であったハトマール・フォン・エンスタールとその息子ウダルリヒはそのままオタカール家に仕え、この地と市場の発展と拡大を担当した。
オットカール3世は、1160年に巡礼者、十字軍兵士および商人のための宿泊所としてシュピタル・アム・ゼンメリングを、1163年にはフォラウ修道院を、そして1164年にはドイツ王国で最初のカルトゥジア会修道院をゴノヴィッツ近くのザイツに創建した。
オットカール3世は遠征中の1164年にハンガリーで死去した。オットカール3世はイシュトヴァーン4世と対立するハンガリー王イシュトヴァーン3世を支援していた。息子オットカール4世は1180年に初代シュタイアーマルク公となったが、オットカール4世の死によりオタカール家は断絶した。

## 子女
フォーブルク辺境伯ディーポルト3世の娘で、フリードリヒ1世の最初の妃アーデルハイトの妹クニグンデ（1184年没）と結婚し、1男をもうけた。
- オットカール4世（1163年 - 1192年）